# Wilgenfranjekelkje
Het wilgenfranjekelkje (Lachnum pudibundum) is een schimmel behorend tot de familie Lachnaceae. Het komt voor in wilgenbroekstruweel. Het leeft saprotroof op dode takken en twijgjes van wilg. Het is ook gevonden op Fagus en meidoorn.

## Kenmerken
De schimmel heeft de volgende kenmerken:
- Apothecia worden bruinoranje tot donker roodbruin bij drogen
- Ascosporen 6,6-9,5 x 1,4-2,3 μm
- Asci < 55(-63) μm of 39-45.5 x 3.7-5 μm (komen voort uit croziers)
- Haren < 70 μm of (34-)40-63 x 3-5.7 μm
- Parafysen 2,8-5,3(-6) μm breed en (7—)11—23(—31) μm uitstekend.

## Verspreiding
In Nederland komt het wilgenfranjekelkje zeldzaam voor.